# Артър Хендерсън
Артър Хендерсън (на английски: Arthur Henderson) е шотландски политик, удостоен с Нобелова награда за мир за 1934 г. за дейността му като председател на Женевската конференция по разоръжаване към Обществото на народите, както и усилията му в мироопазването.

## Ранни години (1863 – 1892)
Роден е на 13 септември 1863 година в Глазгоу, Шотландия, най-малкият син в семейството на Дейвид Хендерсън. Детството му преминава в крайна бедност, а след смъртта на баща му през 1872 г. се налага да напусне училището и да започне работа. Майка му се омъжва повторно и семейството се мести в Нюкасъл. Там Хендерсън продължава обучението си, а на 12-годишна възраст става ученик на леяр.
На 16 години се присъединява към методитската църква. Като светски проповедник Хендерсън постига значителни успехи в ораторското изкуство, което практикува по време на разговори за политиката със свои колеги, освен това той е член на Тайнсайдския дискусионен клуб. Две години по-късно, през 1881 г., става калфа и член на Съюза на железолеярите. Още тогава Хендерсън печели определена известност като профсъюзен оратор.

## Политическа кариера (1892 – 1931)
Известно време Хендерсън е постоянен секретар на профсъюзния отдел в Нюкасъл и през 1892 г. е избран за делегат от три северни графства. През същата година става градски съветник, а четири години по-късно се премества в промишления град Дарлингтън, на 30 мили от Нюкасъл, където побеждава на изборите за съветници в графство Дърам. През 1899 г., когато се провежда историческата конференция на социалистите и трейдюнионите в Лондон, участващият в работата ѝ Хендерсън придобива общонационална известност. След една година е сред учредителите на Комитета за трудово представителство, който ще послужи за основа на лейбъристката партия. През 1903 г. става секретар на Комитета и първи кмет лейбърист в Дарлингтън, а освен това е избран за депутат в парламента от окръг Барнард Касъл.
До началото на ХХ век неукрепналото работническо движение във Великобритания осъществява своето политическо влияние преди всичко чрез либералната партия (в младостта си Хендерсън е горещ поклонник на лидера на либералите Уилям Гладстон). Но съюзът постепенно се разпада, когато лейбъристите от традиционното искане за 8-часов работен ден преминават към социалистическите призиви за национализация на промишлеността и земята.
През 1906 г. Хендерсън председателства първата конференция на лейбъристката партия, през същата година побеждава на всеобщите избори за парламент заедно с 28 депутати лейбъристи, 23-ма от тях представители на профсъюзното движение. Доста преди Първата световна война Хендерсън успява да ги обедини в дисциплинирана и сплотена група. Той е лидер на партията в парламента от 1908 до 1911 г., когато става секретар на партията (този пост той напуска едва една година преди смъртта си).
Въпреки че много социалисти имат пацифистични възгледи, през 1914 г. Хендерсън подкрепя открито намесата на Британия във войната. Когато лидерът на лейбъристите Рамзи Макдоналд напуска Камарата на общините в знак на протест срещу военната политика на правителството, Хендерсън поема неговите функции. Една година по-късно той влиза в коалиционното правителство на Хърбърт Аскуит като председател на съвета по въпросите на образованието. През 1916 г. става първият лейбъристки член на кабинета, който е назначен на поста главен ковчежник. Като министър без портфейл Хендерсън влиза и в „кабинета на петимата“ на Дейвид Лойд Джордж. По предложение на министър-председателя Лойд Джордж през 1917 г. той в Русия, за да убеди революционното правителство на Александър Керенски да продължи войната. Воден от същите съображения, Хендерсън изказва идеята за участие на британска делегация в работата на Международния социалистически конгрес в Стокхолм. Но не е поканен на заседанието на кабинета, където се обсъжда неговото предложение, и когато Лойд Джордж започва да го упреква, Хендерсън подава оставка.
След този инцидент Хендерсън насочва всичките си сили за преобразуване на лейбъристката партия в монолитна политическа сила с общонационални цели. Със съдействието на партийни теоретици, включително и социалиста фабианец Сидни Уеб, Хендерсън разработва следвоенната външнополитическа стратегия на партията. В „Меморандум за военните цели“ лейбъристите искат създаване на международна организация, която да наблюдава мирното решаване на споровете. Стремейки се да разширят социалистическата основа на партията, Хендерсън и Уеб написват нов партиен устав, който е приет през февруари 1918 г. Като подкрепя „общото притежаване на средствата за производство“, документът не само обединява социалистическите и профсъюзните елементи на партията, но и дава в нея достъп на жените и на представителите на дребната буржоазия: уставът отбелязва, че член на партията може да бъде този, който се труди. Под ръководството на Хендерсън партията се сдобива с програма за мирно време, с платформа и с точно определена организация, което ѝ донася незабавен успех.
Хендерсън убеждава постепенно редовите членове на партията да подкрепят Обществото на народите, решение за чието създаване се взема на Парижката мирна конференция. През 1919 г. се изказва като председател на партията на общонационалната промишлена конференция, а през 1923 г. председателства Международната лейбъристко-социалистическа конференция в Хамбург. През 1919 – 1923 г. е избиран за депутат в парламента.
През февруари 1924 г., когато лейбъристката партия печели мнозинство на изборите, Хендерсън става министър на вътрешните работи в първото лейбъристко правителство на Великобритания.
Макар че неговото ведомство носи отговорност преди всичко за положението вътре в страната, Хендерсън следи с тревога събитията на международната арена. Все още намирайки се под впечатленията от последната война, той, както пише неговият биограф: „вижда във войната най-голяма заплаха за човечеството и се изправя срещу нея“. През 1924 г. Хендерсън подкрепя решително започнатите от Чарлс Дос преговори за германските репарации. На Асамблеята на Обществото на народите участва в разработването на Женевския протокол, който предвижда решаване на споровете чрез арбитраж. Но когато лейбъристите губят изборите през декември 1924 г., Хендерсън напуска правителството и се връща към своята задача да засили ефективността на партията като опозиционна сила.
Когато лейбъристите идват отново на власт през 1929 г., министър-председателят Рамзи Макдоналд предлага на Хендерсън поста министър на външните работи. Макар че министър-председателят се занимава лично с някои аспекти на външната политика, основният товар, свързан с международната дейност, ляга върху плещите на Хендерсън. Своята работа той вижда преди всичко в създаването на система за колективна сигурност в Европа.
На конференцията за репарациите, проведена в Хага през 1929 г., той се изказва за помирение с Германия. Неговата настойчивост и такт по време на преговорите с Аристид Бриан и Густав Щреземан помагат да се постигне извеждането на съюзните войски от Рейнска област и да се намалят германските военни репарации.
На десетата Асамблея на Обществото на народите, проведена в Женева през 1929 г., Хендерсън играе водеща роля в дискусиите. Той подписва също така допълнителен член към Договора за Обществото на народите, предвиждащ задължителен арбитраж в международните спорове (към Великобритания се присъединяват повече от четиридесет държави). Една година по-късно Великобритания и нейните доминиони подписват всеобщия акт за арбитража. Освен това през 1930 г. Хендерсън се изказва в подкрепа на разоръжаването, като заявява на заседание на Асамблеята: „Ние никога няма да можем да изпълним задачите на Обществото, докато стъпка към международното съгласие не стане всеобщото разоръжаване“.

## Последни години (1931 – 1935)
Разоръжаването занимава Хендерсън и през следващите години. По покана на Съвета на Обществото през май 1931 г. той става председател на Световната конференция по разоръжаването, която започва работа в началото на следващата година. Конференцията, в която участват шестдесет държави, се събира в тревожно време. В резултат от жестока финансова криза лейбъристкото правителство пада, в света продължава икономическата депресия, Япония завзема Манджурия, проектът за митнически съюз между Германия и Австрия възражда някогашното френско-германско недоверие. Въпреки влошеното си здраве и пълната апатия на колегите му от британската делегация, представляваща вече новото коалиционно правителство, Хендерсън се стреми към своята цел с невероятно упорство, но не среща подкрепата на ръководителите на великите държави, които сега се отнасят с подозрение към идеята за разоръжаване. Когато Адолф Хитлер през януари 1933 г. става канцлер, германската делегация напуска конференцията. През 1934 г. Хендерсън разбира, че изобилието от нерешени въпроси прави невъзможно каквото и да е съгласие в организацията.
Две години по-късно, през 1936 г., Италия нахлува в Етиопия, а Германия започва да се превъоръжава. Здравето на Хендерсън се влошава рязко и той умира на 20 октомври 1935 г. в Лондон на 72-годишна възраст.

## Семейство
През 1888 г. Хендерсън се жени за Елеонор Уотсън, енориашка в неговата църква. Семейството има дъщеря и трима сина. Най-големият му син е убит по време на Първата световна война.